# Le Fleuve de jade
Le Fleuve de jade est le vingt-troisième album de la série Alix, écrit par Jacques Martin et dessiné par Rafael Morales et Marc Henniquiau. Il a été publié en 2003 aux Éditions Casterman.

## Synopsis
À Alexandrie, l'ambassadeur de Djerkao, prince de Méroé, est reçu par Cléopâtre, à qui il transmet la proposition d'un mariage entre Enak, héritier de Menkharâ (voir Le Prince du Nil) et la sœur du prince, destiné a renforcer cet État tributaire de l'Égypte. D'abord réticente, la souveraine se laisse convaincre par l'or qui lui est offert par l'ambassadeur. Six semaines plus tard, Alix et Enak débarquent dans la capitale égyptienne, invités par la reine. Quand ils sont informés du projet, ils le rejettent mais acceptent malgré tout de partir pour la Nubie.
Lors du voyage sur le Nil, ils s'arrêtent à Kôm Ombo, puis à Philae, où ils consultent des oracles. À Abou Simbel, Enak tente de s'enfuir dans le désert. Ils rencontrent ensuite Qâa, qui, ayant rêvé d'eux, les avertit, comme le premier oracle, des dangers à venir. Arrivés à Méroé, ils sont présentés au prince et à sa sœur Markha. Celle-ci les rejoint par la suite, alors qu'ils prennent leur bain, et leur avoue partager leur réticence par rapport à ce projet de mariage. Ils élaborent ensuite un projet de fuite vers le sud, qu'ils mettent en œuvre deux jours après, à la faveur d'un incendie provoqué en pleine nuit.
Ils parviennent à atteindre en bateau un village d'Afrique noire, dont la reine leur vient en aide. Ils sont bientôt rattrapés par les troupes de Djerkao, mais parviennent à fuir en char grâce à l'interruption des poursuites consécutive à la blessure du prince, atteint par une flèche décochée par Enak. Le soir venu, ils rencontrent à un point d'eau Madoo, un jeune gardien de buffles, qui accepte de les guider.
Après plusieurs jours de route, ils arrivent auprès d'un point d'eau verdâtre, où ils rencontrent de nombreux animaux qui paraissent apeurés, en particulier un groupe de singes, qui les invite à les rejoindre dans la forêt voisine. À ce moment-là, Markha frappe Madoo, afin de repousser ses avances. Son char est alors poussé à l'eau par une charge des buffles ; elle se noie dans ces eaux gluantes.
Alix et Enak rejoignent les singes, tandis que Madoo s'enfuit avec son troupeau face à l'arrivée d'un groupe de créatures reptiliennes géantes, qui attaquent les singes afin de les dévorer. Au lever du jour, les deux hommes parviennent a chasser les monstres grâce au feu, avant que le retour du troupeau les poussent dans l'eau verdâtre, où ils subissent le même sort que la princesse. ils voyagent alors jusqu'à un pays marécageux, où ils construisent un radeau en papyrus avec lequel Alix et Enak partent vers le Nil. Ils sont rejoints par le guépard de Qâa. Le lendemain, ils sont pris en chasse par un navire méroïtique, qui les pousse vers le désert. 
Accablés par la chaleur, ils finissent par être capturés par un groupe de marchands d'esclaves, qui les ramène à Alexandrie afin de les vendre. ils y sont libérés par Cléopâtre, qui fait exécuter Narvos, leur chef, en le faisant jeter à l'eau enchaîné. Le soir, toujours objets de la haine de Ptolémée (voir Ô Alexandrie), Alix et Enak manquent d'être empoisonnés. Le lendemain, Cléopâtre parvient finalement à les faire s'échapper sur un navire, déguisés en soldats.

## Personnages
- Alix Graccus
- Enak
- Cléopâtre, reine d'Égypte
- Sarkha, envoyé du prince de Méroé
- Qâa, ermite roux, ami des animaux
- Djerkao, prince de Méroé
- Markha, sœur de Djerkao
- Madoo, gardien d'un troupeau de buffles
- Narvos, un marchand d'esclave
- Ptolémée XIII, frère et époux de Cléopâtre